# Шазада Султан
Шазада Мохаммед Султан (23 грудня 1918, Афганістан) - афганський хокеїст, що представляв Афганістан на літніх Олімпійських іграх 1936.
Надникник. Брав участь у змаганнях з хокею на траві.
Мохаммед Султан був членом королівської династії Афганістану Дуррані через шлюб. Він був зятем Мохаммада Юсуфа, який був міністром сільського господарства і спорту в афганському уряді, і капітаном команди Афганістану на літніх Олімпійських іграх 1936 року з хокею на траві. Султан брав участь в турнірі, де зіграв у всіх чотирьох матчах команди, попри те, що розпочав займатися спортом всього п'ять років тому, команда здобула у підсумку спільне п'яте місце. Султан пізніше став начальником Пенджабської поліції, організації, відомої через те, що в числі своїх членів мала деяких найкращих хокеїстів на траві у світі. Він носив титул Шазада, або "принц", аж до своєї смерті в 1971 році.
Швагро іншого афганського олімпійця - Шазади Асифа.